# サリチル酸フェニル
サリチル酸フェニル（サリチルさんフェニル、英: Phenyl salicylate）はサリチル酸エステルの一種。サロール（salol）とも呼ばれ、サリチル酸とフェノールを加熱することにより得られる。
1886年に、バーゼルの化学者Marceli Nenckiによって広く知られるようになった。
かつては日焼け止めとして使われ、現在はポリマーやラッカー、接着剤、ワックス、医薬品や防腐剤などに使用される。凝固点が40℃台であることから、中学校の理科の授業では火山岩と深成岩の形成を学ぶ実験に使われる

## サロール反応
サリチル酸フェニルと、o-トルイジンの1,2,4-トリクロロベンゼン溶液を昇温しながら反応させると、対応するアミドであるo-サリチルトルイジンが生じる。

## 医薬品
殺菌剤や鎮痛剤として用いられる。